# Howard Sackler
Howard Oliver Sackler (* 19. Dezember 1929 in New York City, New York; † 12. Oktober 1982 in Ibiza, Spanien) war ein US-amerikanischer Drehbuchautor und Dramatiker, der 1969 für sein Theaterstück The Great White Hope sowohl mit dem Pulitzer-Preis für Theater als auch dem Tony Award für das beste Theaterstück ausgezeichnet wurde.

## Leben
Sackler begann Mitte der 1950er Jahre als Drehbuchautor zu arbeiten und schrieb 1953 zusammen mit Stanley Kubrick das Drehbuch zu dessen ersten Film Fear and Desire. 1954 schrieb er sein erstes Theaterstück Uriel Acosta. 1955 arbeitete er erneut mit Kubrick zusammen und verfasste mit diesem das Drehbuch zu dessen Film Der Tiger von New York.
Sein erfolgreichstes Bühnenwerk war The Great White Hope (1967), das 1969 sowohl mit dem Pulitzer-Preis für Theater als auch mit dem Tony Award für das beste Theaterstück ausgezeichnet wurde. 1970 wurde dieses von Martin Ritt unter dem Titel Die große weiße Hoffnung (Originaltitel The Great White Hope) mit James Earl Jones und Jane Alexander in den Hauptrollen verfilmt. Für das von ihm selbst verfasste Drehbuch war er 1971 für den Preis der Writers Guild of America (WGA Award) für das beste adaptierte Drehbuch nominiert.
Zu seinen weiteren bekannten Arbeiten gehören die Drehbücher zu den Filmen Der weiße Hai (1975), Der weiße Hai 2 (1978), U-Boot in Not (1978) sowie Saint Jack (1979) von Peter Bogdanovich.

## Dramen
- 1954: Uriel Acosta
- 1954: Want My Shepherd
- 1960: Mr Welk and Jersey Jim
- 1960: The Yellow Loves
- 1965: A Few Inquiries
- 1966: The Pastime of Monsieur Robert
- 1967: The Great White Hope
- 1967: The Nine O’Clock Mail
- 1977: Semmelweiss
- 1980: Goodbey, Fidel

## Filmografie
- 1953: Fear and Desire
- 1955: Der Tiger von New York
- 1959: Sen noci svatojánské
- 1970: Die große weiße Hoffnung (The Great White Hope)
- 1975: Der weiße Hai
- 1978: Der weiße Hai 2
- 1978: U-Boot in Not
- 1979: Saint Jack